# San Millán de Yécora
San Millán de Yécora – gmina w Hiszpanii, w prowincji La Rioja, w La Rioja, o powierzchni 10,77 km². W 2011 roku gmina liczyła 44 mieszkańców.